# Sintenia
Per sintenia si intende l'associazione di due o più geni in uno stesso cromosoma. Il primo studioso ad usare il termine sintenia per intendere associazione fu Thomas Hunt Morgan, successivamente a ricerche su Drosophila.
Egli incrociò femmine triple-recessive per tre caratteri legati al sesso con maschi wild-type. Alla F1 ottenne femmine wild-type e maschi tripli-mutanti e alla F2 ottenne una preponderanza di combinazioni parentali. Sapendo che i tre caratteri presi in considerazione erano legati al sesso, Morgan ipotizzò che la causa dell'associazione dei tre caratteri nella F2 fosse la loro appartenenza ad uno stesso cromosoma, e fu perciò ancora più interessato a trovare la causa dei fenotipi non parentali nella F2, ovvero la causa della ricombinazione degli alleli nella 
progenie.